# The Sound of Silence
The Sound of Silence is een nummer van Simon & Garfunkel, dat in september 1965 als single werd uitgegeven door Columbia Records. Vier maanden later, op 17 januari 1966, verscheen het nummer op het album Sounds of Silence. Als B-kant van de single werd aanvankelijk het nummer "We've Got a Groovey Thing Goin'" gebruikt.

## Achtergrond
Het nummer werd geschreven door Paul Simon, en Tom Wilson was verantwoordelijk voor de productie. Op 10 maart 1964 werd de eerste mix opgenomen. Deze opname was gemaakt met louter akoestische instrumenten. Een vroege akoestische versie verscheen als The Sounds of Silence op het album Wednesday Morning, 3 A.M., bij latere uitvoeringen kreeg het lied zijn huidige naam. De verschillende schrijfwijzen werden door de jaren heen afwisselend gehanteerd.
In juni 1965 besloot Wilson elektrische instrumenten aan de akoestische versie toe te voegen. Op 15 juni 1965 nam hij met gitarist Al Gorgoni, bassist Bob Bushnell en drummer Bobby Gregg het elektrische deel op. Samen met Gregg had hij die dag ook het nummer Like a Rolling Stone van Bob Dylan opgenomen. De elektrische versie van The Sound of Silence bereikte in januari 1966 de eerste plaats in de Amerikaanse Billboard Hot 100.
Art Garfunkel vatte de betekenis van het nummer ooit samen als "The inability of people to communicate with each other, not particularly internationally but especially emotionally".

## Uitgaven (selectie)
De single is meerdere keren uitgegeven, waaronder:
1965 - 7", Britse uitgave (CBS 201977)A: "The Sound of Silence" - 3:05
B: "We've Got a Groovey Thing Goin'" - 1:55
1965 - 7", Amerikaanse uitgave (13-22096, ZSP 112717)A: "The Sound of Silence" - 3:05
B: "Homeward Bound" - 2:27
1966 - 7", Franse uitgave (CBS 3612)A: "The Sounds of Silence" - 3:02
B: "I Am a Rock" - 2:50

## Bezetting
Op de oorspronkelijke opname zijn Paul Simon (zang, akoestische gitaar) en Art Garfunkel (zang) te horen.
De volgende muzikanten werkten mee aan de elektrische versie:
- Al Gorgoni - elektrische gitaar
- Bob Bushnell - basgitaar
- Bobby Gregg - drums

## Hitnoteringen

### Nederlandse Top 40
| "The Sounds of Silence" in de Nederlandse Top 40 -- binnen: 15 januari 1966 | "The Sounds of Silence" in de Nederlandse Top 40 -- binnen: 15 januari 1966 | "The Sounds of Silence" in de Nederlandse Top 40 -- binnen: 15 januari 1966 | "The Sounds of Silence" in de Nederlandse Top 40 -- binnen: 15 januari 1966 | "The Sounds of Silence" in de Nederlandse Top 40 -- binnen: 15 januari 1966 | "The Sounds of Silence" in de Nederlandse Top 40 -- binnen: 15 januari 1966 | "The Sounds of Silence" in de Nederlandse Top 40 -- binnen: 15 januari 1966 | "The Sounds of Silence" in de Nederlandse Top 40 -- binnen: 15 januari 1966 | "The Sounds of Silence" in de Nederlandse Top 40 -- binnen: 15 januari 1966 | "The Sounds of Silence" in de Nederlandse Top 40 -- binnen: 15 januari 1966 | "The Sounds of Silence" in de Nederlandse Top 40 -- binnen: 15 januari 1966 | "The Sounds of Silence" in de Nederlandse Top 40 -- binnen: 15 januari 1966 | "The Sounds of Silence" in de Nederlandse Top 40 -- binnen: 15 januari 1966 | "The Sounds of Silence" in de Nederlandse Top 40 -- binnen: 15 januari 1966 | "The Sounds of Silence" in de Nederlandse Top 40 -- binnen: 15 januari 1966 |
| Week                                                                        | 1                                                                           | 2                                                                           | 3                                                                           | 4                                                                           | 5                                                                           | 6                                                                           | 7                                                                           | 8                                                                           | 9                                                                           | 10                                                                          | 11                                                                          | 12                                                                          | 13                                                                          |                                                                             |
| --------------------------------------------------------------------------- | --------------------------------------------------------------------------- | --------------------------------------------------------------------------- | --------------------------------------------------------------------------- | --------------------------------------------------------------------------- | --------------------------------------------------------------------------- | --------------------------------------------------------------------------- | --------------------------------------------------------------------------- | --------------------------------------------------------------------------- | --------------------------------------------------------------------------- | --------------------------------------------------------------------------- | --------------------------------------------------------------------------- | --------------------------------------------------------------------------- | --------------------------------------------------------------------------- | --------------------------------------------------------------------------- |
| Nummer                                                                      | 40                                                                          | 15                                                                          | 14                                                                          | 13                                                                          | 10                                                                          | 11                                                                          | 14                                                                          | 15                                                                          | 18                                                                          | 20                                                                          | 19                                                                          | 23                                                                          | 28                                                                          | uit                                                                         |

### NPO Radio 2 Top 2000
| Nummer met noteringen in de NPO Radio 2 Top 2000 | '99 | '00 | '01 | '02 | '03 | '04 | '05 | '06 | '07 | '08 | '09 | '10 | '11 | '12 | '13 | '14 | '15 | '16 | '17 | '18 | '19 | '20 | '21 | '22 | '23 | '24 |
| ------------------------------------------------ | --- | --- | --- | --- | --- | --- | --- | --- | --- | --- | --- | --- | --- | --- | --- | --- | --- | --- | --- | --- | --- | --- | --- | --- | --- | --- |
| The Sound of Silence                             | 49  | 71  | 61  | 64  | 76  | 85  | 101 | 81  | 153 | 92  | 82  | 74  | 58  | 70  | 32  | 42  | 44  | 23  | 28  | 26  | 28  | 23  | 28  | 37  | 37  | 41  |

1. ↑  Een vetgedrukt getal geeft de hoogste notering aan.

### NPO Radio 5 Evergreen Top 1000
| Evergreen Top 1000 "The Sound Of Silence" | Evergreen Top 1000 "The Sound Of Silence" | Evergreen Top 1000 "The Sound Of Silence" | Evergreen Top 1000 "The Sound Of Silence" | Evergreen Top 1000 "The Sound Of Silence" | Evergreen Top 1000 "The Sound Of Silence" | Evergreen Top 1000 "The Sound Of Silence" | Evergreen Top 1000 "The Sound Of Silence" | Evergreen Top 1000 "The Sound Of Silence" | Evergreen Top 1000 "The Sound Of Silence" | Evergreen Top 1000 "The Sound Of Silence" | Evergreen Top 1000 "The Sound Of Silence" | Evergreen Top 1000 "The Sound Of Silence" | Evergreen Top 1000 "The Sound Of Silence" | Evergreen Top 1000 "The Sound Of Silence" | Evergreen Top 1000 "The Sound Of Silence" | Evergreen Top 1000 "The Sound Of Silence" |
| Jaar                                      | 2008                                      | 2009                                      | 2010                                      | 2011                                      | 2012                                      | 2013                                      | 2014                                      | 2015                                      | 2016                                      | 2017                                      | 2018                                      | 2019                                      | 2020                                      | 2021                                      | 2022                                      | 2023                                      |
| ----------------------------------------- | ----------------------------------------- | ----------------------------------------- | ----------------------------------------- | ----------------------------------------- | ----------------------------------------- | ----------------------------------------- | ----------------------------------------- | ----------------------------------------- | ----------------------------------------- | ----------------------------------------- | ----------------------------------------- | ----------------------------------------- | ----------------------------------------- | ----------------------------------------- | ----------------------------------------- | ----------------------------------------- |
| Positie                                   | 85                                        | 94                                        | 41                                        | 41                                        | 31                                        | 35                                        | 35                                        | 35                                        | 20                                        | 16                                        | 10                                        | 8                                         | 8                                         | 8                                         | 9                                         | 8                                         |

## Covers
De Ierse groep The Bachelors bracht in april 1966 een coverversie uit, die de derde plaats in de Engelse UK Singles Chart haalde.
Een Nederlandse versie onder de titel Het geluid van stilte is het openingsnummer van de eerste lp van Boudewijn de Groot uit 1965. De vertaling is van de hand van Lennaert Nijgh.
Ascension Of The Watchers, een band van Burton C. Bell, (Fear Factory, City Of Fire) en John Bechdel (Ministry, Killing Joke) heeft het nummer gecoverd op hun album Numinosum in 2008.
In 2020 nam Even Tot Hier een hertaling op onder de titel Overal zijn zij dus (thuiswerken).

### Glenn Claes
In de derde liveshow van het eerste seizoen van The Voice van Vlaanderen zong Glenn Claes op 17 februari 2012 het nummer. Op 20 februari 2012 was het nummer verkrijgbaar als muziekdownload. Een week later kwam de single op nummer twee binnen in de Vlaamse Ultratop 50.

#### Hitnotering

##### VlaamseUltratop 50
| Hitnotering: 25-02-2012 t/m 31-03-2012 | Hitnotering: 25-02-2012 t/m 31-03-2012 | Hitnotering: 25-02-2012 t/m 31-03-2012 | Hitnotering: 25-02-2012 t/m 31-03-2012 | Hitnotering: 25-02-2012 t/m 31-03-2012 | Hitnotering: 25-02-2012 t/m 31-03-2012 | Hitnotering: 25-02-2012 t/m 31-03-2012 | Hitnotering: 25-02-2012 t/m 31-03-2012 |
| Week:                                  | 1                                      | 2                                      | 3                                      | 4                                      | 5                                      | 6                                      |                                        |
| -------------------------------------- | -------------------------------------- | -------------------------------------- | -------------------------------------- | -------------------------------------- | -------------------------------------- | -------------------------------------- | -------------------------------------- |
| Positie:                               | 2                                      | 2                                      | 4                                      | 11                                     | 8                                      | 21                                     | uit                                    |

### Disturbed
De Amerikaanse heavy metalband Disturbed maakte in 2015 een cover van het nummer, die in Amerika eind 2015 en in Europa in april 2016 werd uitgebracht. Deze versie werd een hit in een aantal landen. In de Amerikaanse Billboard Hot 100 haalde het de 42e positie, en in de Vlaamse Ultratop 50 de 23e. In Nederland haalde deze uitvoering geen hitlijsten, maar het staat wel genoteerd in de Top 2000 sinds 2016.
Paul Simon stuurde in april 2016 een e-mail naar Disturbed-zanger David Draiman, waarin hij lovende woorden uitte over Disturbeds versie van de "The Sound of Silence". Draiman antwoordde dat hij Simon zeer dankbaar was, dat Simons complimenten voor hem "de wereld betekenden" en dat hij zijn idool wilde eren met de cover.

#### NPO Radio 2 Top 2000
| Nummer met noteringen in de NPO Radio 2 Top 2000 | '16 | '17 | '18 | '19 | '20 | '21 | '22 | '23 | '24 |
| ------------------------------------------------ | --- | --- | --- | --- | --- | --- | --- | --- | --- |
| The Sound of Silence                             | 518 | 54  | 39  | 18  | 20  | 19  | 18  | 16  | 13  |

1. ↑  Een vetgedrukt getal geeft de hoogste notering aan.
2. ↑  2016 was het eerste jaar met een notering voor dit nummer.

#### Cyril remix
In 2024 werd de cover geremixt door de Australische dj Cyril, die eerder dat jaar al een grote hit scoorde met een remix van Stumblin' In. Cyrils versie van "The Sound of Silence" werd een grote hit in diverse Europese landen. In de Nederlandse Top 40 kwam de remix tot de 3e positie.